# La Mesa, Apaseo el Alto
La Mesa är en ort i Mexiko.   Den ligger i kommunen Apaseo el Alto och delstaten Guanajuato, i den centrala delen av landet, 180 km nordväst om huvudstaden Mexico City. La Mesa ligger 2 055 meter över havet och antalet invånare är 111.
Terrängen runt La Mesa är platt åt sydost, men åt nordväst är den kuperad. Runt La Mesa är det ganska tätbefolkat, med 207 invånare per kvadratkilometer. Närmaste större samhälle är Apaseo el Alto, 9,2 km norr om La Mesa. I omgivningarna runt La Mesa växer huvudsakligen savannskog.